# صندلة
قرية صندلة تقع في سهل (مرج ابن عامر) بين مدينة الناصرة ومدينة جنين، تشتهر بزراعة الملوخية، والبطيخ، والخيار والسبانخ والعلت والفجل والخبيزة والملفوف والزهرة. سكان القرية ينتمون إلى قبيلة واحدة تدعى «العمري» ينتسبون إلى الخليفة الثاني الراشد (عمر بن الخطاب). يوجد في شمال القرية منطقة وعرة تدعى «وعرة التينة»، وبها بعض الآثار الرومانية أهمها معاصر النبيذ.

## التسمية
أنتسب اسمها لشجر يدعى بشجر (الصندل) ولخشبه رائحة زكية، كان يمر من هناك على خط تجاري منذ عصور غابرة، وقد نسب اسم الصندل لبئر كان في القرية.

## نشأتها
قرية حديثة نسبيا، لم يمضِ على نشوئها أكثر من 150 عاما. آنذاك نزل أرضها جماعة من عائلة «العُمري» من قرية «عرّانه» المجاورة وعمروها واستقروا فيها.

## أراضيها
تعادل مساحة أراضي قرية صندلة 3249 دونما منها 32 للطرق والوديان، وتحيط بها أراضي من القرى العربية المجاورة: «عربونية» و«المزار» و«الجلمة».

## السكان
في عام 1922 بلغ عدد سكانها 186 نسمة، وفي عام 1931 بلغ عددهم 189 نسمة وكان عدد البيوت آنذاك 36 بيتا، أما في بتاريخ 1 أبريل 1945 فقد كان عدد سكانها 270 نسمة، جميعهم من عائلة «العمري». أما في 2013 فيبلغ عدد السكان 1800 نسمة تقريبا.

## صندلة في هدنة رودوس
تم تسليم القرية لإسرائيل بموجب اتفاقيات رودس عام 1949 مع بعض القرى الفلسطينية القريبة منها، وقد ذكر حينها أن عدد سكانها بلغ 450 عربيا، وأنها تبعد 9 كيلومترات عن مدينة العفولة وعن مدينة جنين تبعد 7 كيلومترات.

## معالم في صندلة
• في القرية مسجد وصندوق المرضى ومدرسة ابتدائية واستاد كرة قدم.

## التعليم في صندلة
• بداية كان الطلاب يدرسون في مدرسة الجلمة المشتركة بين القرى القريبة:«الجلمة» و«مقيبلة» و«صندلة»، بعدها تحولت الدراسة في مدرسة تضم طلاب من مقيبلة وصندلة في أرض بينهما في نفس المكان الذي أقيمت فيه اليوم مستعمرة (مجين شاؤل)، وبعد حادثة القنبلة التي قضى نحبها 15 طفلا/تلميذا من أبناء قرية صندلة، الذين نعاهم الشاعر الفلسطيني «راشد حسين»  في قصيدته المشهورة «الغلة الحمراء»  ، بعد هذه الحادثة انتقل الطلاب للدراسة في صندلة نفسها وأصبح التعليم لغاية الصف الثامن، وبعد الصف الثامن اضطر الطلاب لاتمام الدراسة الثانوية في المدن القريبة مثل الناصرة، أما في الوقت الحالي ففي القرية مدرسة حتى الصف السادس، ويكمل الطلاب تعليمهم الإعدادي والثانوي في مدرسة الاخوة الواقعة بين قريتي الناعورة وطمرة الزعبية.
القرية في سابق عهدها اقتصرت في اعتمادها على ماء الشرب من تجميع مياه الأمطار، حيث لا يوجد بها نبع ماء.

## مذبحة صندلة 1957
هي مذبحة استشهد فيها 15 طفلًا من قرية صندلة في تاريخ 17 أيلول 1957 في طريق عودتهم من مدرستهم في قرية مقيبلة، حيث لاحظوا جسمًا مشبوهًا على جانب الطريق مما أثار فضولهم لاستكشافه فانفجر لغمًا أدى لاستشهاد 15 طفلًا منهم وإصابة 3.
خلّد شاعر المقاومة الفلسطيني راشد حسين المذبحة في قصيدته «الغلّة الحمراء».

## إحياء ذكرى المذبحة
يقوم أهالي قرية صندلة سنويًا بمشاركة العديد من الفلسطينيين بإحياء ذكرى المذبحة سنويًا، وزيارة قبور الشهداء.